# Мескалин
Мескалинът е халюциногенен алкалоид, добиван от няколко вида кактус пейот (Lophophora williamsii) и двете разновидности на ехинопсис: Echinopsis pachanoi и Echinopsis peruviana.
Мескалинът (3,4,5- триметоксифенил)-етиламин е природно срещан халюциногенен алкалоид от фенилетиламиновата група. Това негово качество кара мозъка да навлезе в изменчиво състояние на съзнание.
Въпреки че е считан за високорисково вещество и е забранен почти навсякъде, в някои държави мескалинът се използва като средство, спомагащо на хората да излизат извън пределите на съзнанието си и по този начин да медитират и да се подлагат на легални психотерапии.
Мескалинът се добива традиционно от мексиканския кактус пейот (Lophophora williamsii). Също така може да се извлече от други кактуси, сред които и кактусът Сан Педро, който е по-популярен от пейота, тъй като израства по-бързо. Може да се синтезира и по изкуствен път от галова киселина.

## История
За първи път е добит от кактус на 23 ноември 1897 г. от немския химик Артур Хефтер. По-късно, през 1919 г. Ернст Спас за първи път е синтезирал мескалин по химически път.
През 1927 г. в Германия е публикуван първият научен труд, посветен на ефектите на мескалина.
През май 1953 г. Олдъс Хъксли пръв използва мескалина в дозировка 400 мг и през 1954 г. публикува есето 'Вратите на възприятията', в което описва този експеримент.
По-голямата част от синтетичните аналози на мескалина са синтезирани от химика Александър Шулгин. Описанието на синтеза и влиянието върху човека той описва в книгата си „PiHKAL“.

## Употреба
В традиционните извличания на мескалин, пейотът се изкоренява и се изсушава. Полученото се дъвче или се приема накиснато във вода под формата на опияняваща напитка. Въпреки това вкусът му е горчив, затова производителите често го стриват на прах и го слагат в капсули.
Средната дозировка за перорално и интравенозно приемане на мескалин е 300 – 500 мг. Действието започва да се проявява 45 – 60 минути след употреба. Ефектите траят от 8 – 12 часа като обикновено пикът на активност продължава 4 часа, след което има спад на действието с продължителност също 4 часа.
Към половината дозировка е изхвърлена от тялото до 6 часа, но изследванията сочат, че въобще не се метаболизира преди отделяне.

## Ефекти
Халюцинациите, получени от мескалина, са по-различни от тези, предизвикани от LSD. Халюцинациите са съвместими с реалните преживявания, но типично засилват възбудата на възприятията. Характерна е ослепителната и бляскава забележимост на цветовете. За разлика от LSD, действието на мескалина не включва изкривеност на формите или калейдоскопични изживявания.
Главният засегнат орган е нервната система.

### Наркотично действие
- халюцинации със затворени и отворени очи
- еуфория
- мистични преживявания
- ирационалност и затормозеност на мислителния процес
- затормозеност на действията

### Други
- световъртеж
- диспептични разстройства
- тахикардия
- разширени зеници
- силно чувство на топлина или на студ
- главоболие
- тревожност
- сухост на лигавиците

## В литературата и киното
- В „Страх и ненавист в Лас Вегас“
- В „Матрицата“
- В „Hell Ride“
- В „Млади стрелци“
- В творчеството на Карлос Кастанеда

## Известни личности, употребявали мескалин
- Жан-Пол Сартр
- Карлос Сантана
- Джим Морисън
- Карлос Кастанеда